# Julian Stryjkowski
Julian Stryjkowski, de son vrai nom Pesach Stark, né le 27 avril 1905 à Stryï (aujourd'hui en Ukraine) et mort le 8 août 1996 à Varsovie, est un écrivain polonais, grand raconteur de la vie des Juifs polonais et traducteur de Céline. En cela il est proche de Isaac Bashevis Singer. 

## Biographie
Fils de Channa Stark et de Hersz Józef Rosenmann, enseignant d'école hébraïque, Pesach Stark est né dans une famille nombreuse des Juifs orthodoxes en 1905 à Stryï qui depuis les partages de la Pologne fait partie de l'Empire austr̠o-hongrois. L'écrivain changera de nom seulement en 1946.   
Le jeune Pesach étudie l'hébreu, va à l'école polonaise et adhère à l'organisation sioniste de jeunesse juive Hachomer Hatzaïr. Après le baccalauréat, il gagne sa vie avec des cours particuliers. En 1927, il part à Lwów pour étudier à l’Université Jana Kazimierza la littérature polonaise. Au cours de ses études, il s'occupe de traductions de l'hébreu vers le polonais et rédige des critiques. Il fait ses débuts littéraires en 1928, dans le quotidien juif en langue polonaise Chwila avec la nouvelle Croisement de deux trains.
En 1932, Stryjkowski soutient un doctorat sous la direction de Juliusz Kleiner et commence à travailler comme professeur de polonais au lycée juif de Płock. Au bout d'un an, il est licencié après être accusé d'avoir diffusé aux jeunes l'idéologie communiste. Après son expulsion de l'école, il prend un emploi dans le département de la culture de l'organisation juive Agroid, qui, entre autres, aide les Juifs à s'installer en Union soviétique. En 1934, Stryjkowski rejoint le Parti communiste qui ne reconnait pas à l'époque l'indépendance de la Pologne, qui opère dans l'illégalité. En effet, depuis l'invasion soviétique de la Pologne en 1920, le parti communiste est interdit dans ce pays. D'autant plus que la constitution polonaise interdit le fonctionnement en Pologne d'organisations dont le siège est situé à l'étranger. Cela mène à son arrestation et Stryjkowski passe près d'un an à la prison de Lwów. Les deux dernières années avant le déclenchement de la guerre, Stryjkowski est à Varsovie où il travaille dans une librairie et en même temps écrit pour le périodique juif Notre Revue.  
Le déclenchement de la Seconde Guerre mondiale est un tournant dans la vie de Stryjkowski. Il réussit à se rendre de Varsovie à Lwów où il accueille avec espoir l'invasion soviétique de la Pologne. Dès octobre 1939, il  travaille dans la rédaction du journal Étendard rouge contrôlé par les autorités d'occupation soviétiques. En février 1941, il est expulsé du journal et il passe à la station de radio polonaise où il travaille comme journaliste jusqu'en juin 1941. Après l'attaque allemande contre l'Union soviétique, Stryjkowski passe à Kiev puis Kharkiv et il atteint Stalingrad, puis Tachkent. Il reste quelque temps en Ouzbékistan et travaille dans des usines. Au milieu de 1943, il s'installe à Moscou où grâce à l'aide de Wanda Wasilewska il est engagé dans l'hebdomadaire Pologne libre publié par l'Union pro-soviétique des patriotes polonais qu'elle dirige. Stryjkowski décrira plus tard cette période dans le roman La Grande Peur (1980) publié hors censure.     
En 1943, Stryjkowski rejoint donc l'Union des patriotes polonais - formée à Moscou auprès de la IIIe Internationale et dirigée par Wanda Wasilewska – et le Parti ouvrier polonais. C'est alors qu'il commence à travailler sur son grand roman achevé en 1946, Głosy w ciemności (Voix dans les ténèbres). Arrêté par la censure, il ne sera publié qu'en 1956. Ce roman constitue la première partie de sa trilogie sur la vie de la communauté juive en Galicie avant la Première Guerre mondiale. Le sondage effectué parmi les critiques littéraires de l'Allemagne Fédérale le situe parmi les 20 meilleurs romans du XXe siècle.  
En 1946, Stryjkowski revient de l'Union soviétique en Pologne et commence à travailler à l'Agence de presse polonaise. Au printemps 1949, il devient le chef de sa succursale à Rome. En 1951, il publie le roman Bieg do Fragala (Course à Fragalia) qui montre les tensions de classe dans la campagne italienne. Stryjkowski reçoit pour ce livre un prix d'État polonais en 1952 mais la publication du roman lui vaut l'expulsion de Rome.  

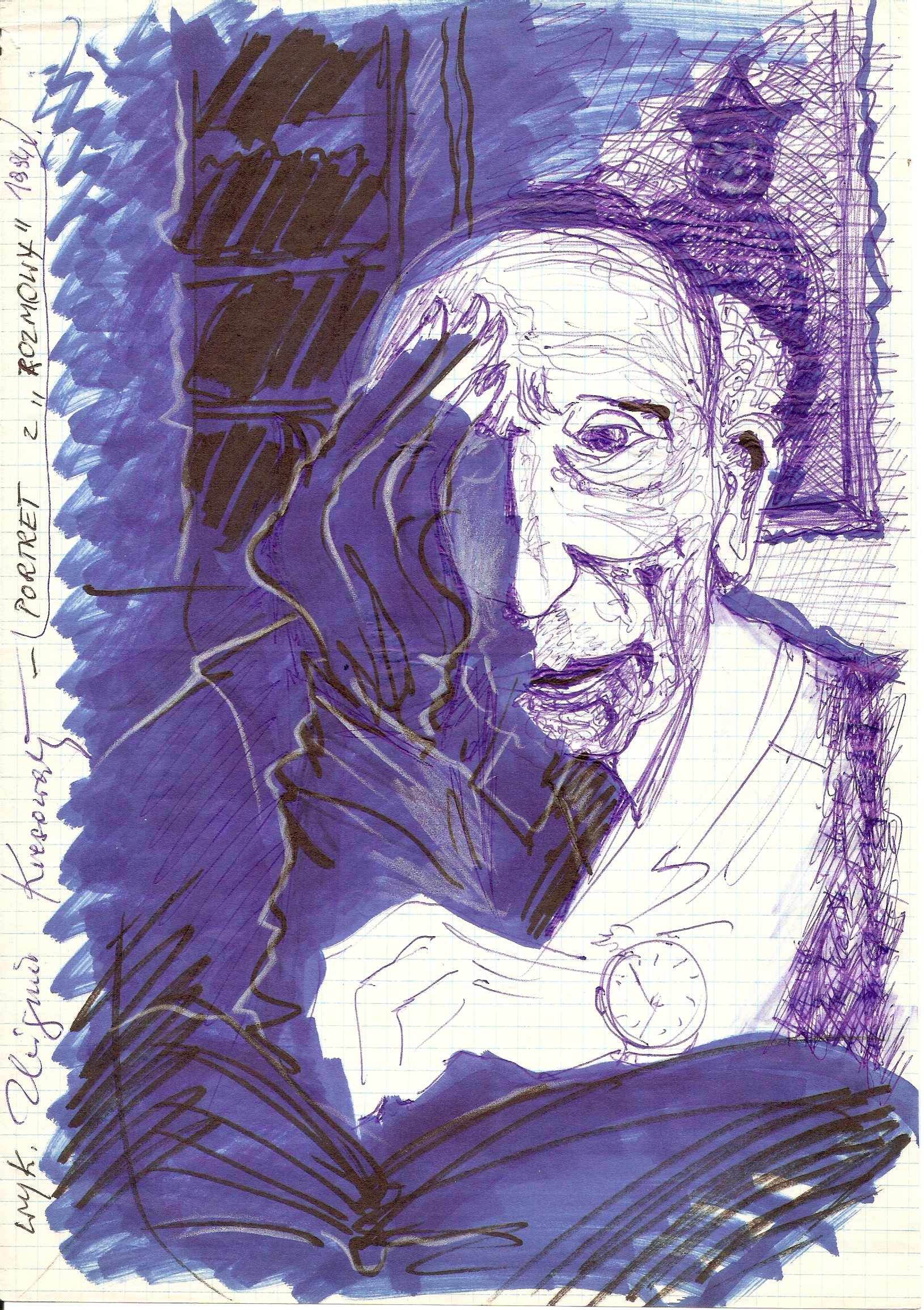
Julian Stryjkowski par Zbigniew Kresowaty, 1994

De retour à Varsovie, il collabore avec le mensuel Twórczość (Création) où il dirige dans les années en 1954-1978 le département de la prose. A cette période, il voyage beaucoup en Europe. En 1966, Stryjkowski quitte le parti pour protester contre la destitution de Leszek Kołakowski. La même année, son roman Austeria récemment publié rencontre un grand succès qui sera brillamment porté à l'écran par Jerzy Kawalerowicz en 1982. En 1969, Stryjkowski obtient une bourse financée par le programme international d'écriture de l'Université de l'Iowa et il part aux États-Unis.  
Dans les années 70, Stryjkowski critique fortement la situation politique et culturelle en Pologne. En décembre 1975, il signe La Lettre des 59 pour protester contre les changements prévus à la constitution, notamment l'inscription dans l'acte fondamental du rôle leader du Parti unique. En 1978 il publie son grand roman Przybysz z Narbony (L'Homme qui vient de Narbonne) qui évoque le temps de l'Inquisition espagnole.    
En 1979, Stryjkowski reçoit le prix de la Fondation Jurzykowski à New York. A cette époque, il est déjà considéré comme le plus grand écrivain juif polonais. Il publie la même année, hors censure, Wielki strach
(La grande peur) où il révèle pour la première fois son homosexualité. Il reprendra plus tard ce thème dans Tommaso del Cavaliere (1982), sur le grand amour de Michel Ange, et dans le récit Milczenie (Le Silence, 1993).   
Après l'imposition de la loi martiale en décembre 1981, Stryjkowski ne soutient plus l'Union des écrivains polonais obéissant aux autorités communistes.  
En 1986 Stryjkowski se voit décerner le Prix Stanisław Vincenz, et en 1993 le Prix Jan Parandowski accordé par le PEN club polonais   
En plus du travail littéraire, Stryjkowski traduit de l'hébreu, du russe et du français. Il traduit notamment en polonais Mort à crédit de Louis-Ferdinand Céline.   
Julian Stryjkowski est décédé le 8 août 1996 à Varsovie. Il est enterré au cimetière juif de Varsovie.  

## Ouvrages
- Course à Fragalia (Bieg do Fragalà), 1951.
- Voix dans les ténèbres (Głosy w ciemności), 1956. Édition Julliard, 1958.
- Rose noire (Czarna róża), 1962.
- L'Auberge du vieux Tag (Austeria), 1966. Édition Gallimard, 1972.
- Le Rêve d'Azral (Sen Azrila), 1975.
- Grande Peur (1980).

Un recueil d’entretiens avec Stryjkowski, menés par Piotr Szewc, a paru aux Éditions Noir sur Blanc en mars 1992 sous le titre Le Salut était à l’Est.